# لین اسمیت
لین اسمیت (انگلیسی: Walter Lane Smith III; ۲۹ آوریل ۱۹۳۶ – ۱۳ ژوئن ۲۰۰۵) یک هنرپیشه اهل ایالات متحده آمریکا بود. وی بین سال‌های ۱۹۶۶ تا ۲۰۰۵ میلادی فعالیت می‌کرد.

## گزیده فیلمشناسی
از فیلم‌ها یا برنامه‌های تلویزیونی که وی در آن نقش داشته‌است می‌توان به آثار زیر اشاره کرد.
- میدستون (فیلم) (۱۹۷۰)
- روستر کاگبرن (فیلم) (۱۹۷۵)
- شبکه (فیلم ۱۹۷۶) (۱۹۷۶)
- رستاخیز (فیلم ۱۹۸۰) (۱۹۸۰)
- شاهزاده شهر (۱۹۸۱)
- فرانسیس (فیلم) (۱۹۸۲)
- سپیده‌دم سرخ (۱۹۸۴)
- مکان‌هایی در قلب (۱۹۸۴)
- علف (۱۹۸۷)
- زندان (فیلم ۱۹۸۸) (۱۹۸۸)
- هواپیمایی آمریکا (فیلم) (۱۹۹۰)
- پسرعمویم وینی (۱۹۹۲)
- اردک‌های قدرتمند (۱۹۹۲)
- جنتلمن برجسته (۱۹۹۲)
- پیشاهنگ (۱۹۹۵)
- افسانه بگر ونس (۲۰۰۰)
- کوجک (مجموعه تلویزیونی) (۱۹۷۵)
- کارآگاه راکفورد (۱۹۷۵، ۱۹۷۹)
- دالاس (مجموعه تلویزیونی ۱۹۷۸) (۱۹۸۱)
- لو گرانت (مجموعه تلویزیونی) (۱۹۸۲)
- آلفرد هیچکاک تقدیم می‌کند (۱۹۸۶)
- داماد (۱۹۹۳)
- جنگ در خانه (۱۹۹۶)
- چرا احمق‌ها عاشق می‌شوند (۱۹۹۸)
- سرزمین ناهموار (۱۹۹۹)
- پادشاه تپه (۲۰۰۰)
- قاضی ایمی (۲۰۰۲)